# Boris Tessmann
Boris Tessmann (* 12. Juli 1959 in Schleswig-Holstein) ist ein deutscher Schauspieler, Hörspielsprecher, Synchronsprecher, Synchronautor und Synchronregisseur.

## Leben
Boris Tessmann stammt aus Schleswig-Holstein und besuchte eine Schauspielschule mit dem Abschluss 1979. Er spielte zunächst Theater und war im Fernsehen nur selten in kleinen Nebenrollen zu sehen.
Er arbeitet hauptsächlich als Synchronsprecher und als Synchronregisseur. Mit seiner freundlichen, hellen, fast jugendlichen Stimme synchronisierte er unter anderen Burt Ward als Robin in der Fernsehserie Batman  aus den 1960er-Jahren, David Boreanaz (zum Beispiel in Buffy – Im Bann der Dämonen, Angel – Jäger der Finsternis, Bones – Die Knochenjägerin und SEAL Team) und Alexander Siddig in Star Trek: Deep Space Nine. Für diese Serie war er zudem hauptverantwortlich für Synchronregie und Dialogbuch. In der Krankenhaus-Serie Grey’s Anatomy synchronisierte er die Rolle des Dr. Derek Shepherd. Außerdem ist er in mehreren Hörspielen, u. a. der John Sinclair Edition 2000, zu hören.

## Sprechrollen (Auswahl)
Patrick Dempsey
- 2002: Sweet Home Alabama – Liebe auf Umwegen als Andrew Hennings
- 2006–2015, 2021: Grey’s Anatomy (Fernsehserie) als Dr. Derek Shepherd
- 2007: Freedom Writers als Scott Casey
- 2007: Verwünscht als Robert
- 2008: Verliebt in die Braut als Tom
- 2010: Valentinstag als Dr. Harrison Copeland
- 2011: Flypaper – Wer überfällt hier wen? als Tripp Kennedy
- 2011: Transformers 3 als Dylan Gould
- 2016: Bridget Jones’ Baby als Jack

David Boreanaz
- 1997–2003: Buffy – Im Bann der Dämonen (Fernsehserie) als Angel/Angelus
- 1999–2004: Angel – Jäger der Finsternis (Fernsehserie) als Angel/Angelus
- 2001: Schrei wenn Du kannst als Adam Carr
- 2002: Alle lieben Lucy als Luke
- 2005: These Girls als Keith
- 2006–2017: Bones – Die Knochenjägerin (Fernsehserie) als Special Agent Seeley Booth
- 2017–2024: SEAL Team (Fernsehserie) als Jason Hayes

David Eigenberg
- 1998–2004: Sex and the City (Fernsehserie) als Steve Brady
- 2008: Sex And The City – Der Film als Steve

Peter Woodward
- 1999: Babylon 5 – Crusade (Fernsehserie) als Galen
- 1999: Babylon 5: Waffenbrüder als Galen

### Filme
- 1986: Tom Fridley als Cort in Freitag der 13. Teil VI – Jason lebt
- 1988: William Butler als Michael in Freitag der 13. Teil VII – Jason im Blutrausch
- 1989: Scott Reeves als Shawn in Freitag der 13. Teil VIII – Todesfalle Manhattan
- 1992: Andy García als John Berlin in Jennifer 8
- 1996: Charles Dance als Macanudo in Space Truckers
- 1999: Sugith Varughese als Dr. Rashdi in Willkommen in Freak City
- 2001: Raphael Sbarge als General Scott in Pearl Harbor
- 2002: Vincent D’Onofrio als Professor Moriarty in Sherlock
- 2004: Ty Burrell als Steve in Dawn of the Dead
- 2005: Sasha Roiz als Manolete in Land of the Dead
- 2006: Geoff Stults als Mike in Trennung mit Hindernissen
- 2007: Kōichi Yamadera als Briareos Hecatonchires in Appleseed Ex Machina
- 2007/2008: Nicky Katt als Joe in Planet Terror in Grindhouse
- 2010: Matt Winston als David Sands in Werwolf wider Willen
- 2010: John Hopkins als Lowell Manchester in Alice im Wunderland
- 2016: Pete Ploszek als Leonardo in Teenage Mutant Ninja Turtles: Out of the Shadows
- 2017: Erik Aadahl als Bumblebee in Transformers: The Last Knight
- 2017: Michael Eklund (2. Synchro) als Michael Foster in The Call – Leg nicht auf!
- 2018/2019: Dylan O’Brien als Bumblebee in Bumblebee

### Serien
- 1986–1988: Eddie Spencer Jr. in Ghostbusters (Zeichentrickserie)
- 1987–1990: Johnny Depp als Officer Tom Hanson in 21 Jump Street – Tatort Klassenzimmer
- 1987–1996: Rob Paulsen als Raphael in Teenage Mutant Hero Turtles
- 1992–1993: Jeffrey Meek als Jonathon Raven in Raven – Der schwarze Drache
- 1993–1999: Alexander Siddig als Dr. Julian Bashir in Star Trek: Deep Space Nine
- 1994–1997: Nick Lea als Alex Krycek in Akte X – Die unheimlichen Fälle des FBI
- 1998: Neil Roberts als Rex Buckland in Charmed – Zauberhafte Hexen
- 1998: Christopher Thompson als Maximilien Morrel in Der Graf von Monte Christo
- 2000: Andrew Bowen als Terras Opfer in Charmed – Zauberhafte Hexen
- 2001–2002: Garrison Hershberger als Matthew Gilardi in Six Feet Under – Gestorben wird immer
- 2002–2004: Ivan Sergei als Dr. Peter Winslow in Crossing Jordan – Pathologin mit Profil
- 2006: Rick Fox als Daunte in One Tree Hill
- 2007: Daniel Dae Kim als General Fong in Avatar – Der Herr der Elemente
- 2007–2009: Donavon Stinson als Ted in Reaper – Ein teuflischer Job
- 2007–2014: Rob McElhenney als Mac in It’s Always Sunny in Philadelphia
- 2008–2009: Matt Letscher als Nathan Stone in Eli Stone
- 2008–2012: Matthew Settle als Rufus Humphrey in Gossip Girl
- 2012–2016: Sam Jaeger als Joel Graham in Parenthood
- 2014–2016: JJ Feild als John André in Turn: Washington’s Spies
- 2015–2016: Enver Gjokaj als Daniel Sousa in Marvel’s Agent Carter

### Hörspiele
- 1987: Professor Mobilux – Der Zirkus Romani (Folge 4) als Affen-Dompteur Simon
- 1987: Professor Mobilux – Das Geheimnis vom Pony-Hof (Folge 6) als Stallknecht Alfred
- 1989: Airwolf – Die Falle (Folge 8) als Colonel Arias
- 1989: Filmation’s Ghostbusters (Folge 1–10) als Eddi
- 1990: A Nightmare on Elm Street – Die Kralle des Bösen (Folge 6) als Max
- 1990: Airwolf – Geheimmission Laos (Folge 16) als Jack Curns
- 1990: The A-Team – Auf Sand gebaut (Folge 10) als Denham
- 1990: Voyagers – Zeitreisende! in Unschuldig vor Gericht (Folge 1) und Das Ende einer Legende (Folge 6) als Billy the Kid
- 1990–1992: Teenage Mutant Hero Turtles (Folgen 1–8, 10, 11, 17 und 18) als Raphael
- 1991: TKKG – Lösegeld am Henkersberg (Folge 75) als Enrico
- 1992: Lurchis Abenteuer als Lurchi
- 1992: 21, Jump Street (Folge 1–2) als Hanson
- 1993 TKKG – Hilfe! Gaby in Gefahr (Folge 83) als Referendar Lothar
- 1993: TKKG – Dynamit im Kofferraum (Folge 84) als Hausdetektiv Priske
- 2002: Geisterjäger John Sinclair – Gefangen in der Mikrowelt (2/2) (Folge 13) als Robert (Polizist)
- seit 2002: Geisterjäger John Sinclair als Der Spuk (ab Folge 15)
- 2004: Gespenster-Krimi – Als der Meister starb (Folge 2) als Mannings
- 2004: Gespenster-Krimi – Der Turm des Grauens (Folge 3) als Dick
- 2004: Gespenster-Krimi – Das Dämonenhaus (Folge 4) als Ron
- 2005–2017, seit 2021: Faith van Helsing (ab Folge 1) als Melvin Masters
- 2009: Lady Bedfort Folge 24: Lady Bedfort und die Truhe des Kapitäns. Hörplanet, als Dale Norris
- 2009: Lady Bedfort Folge 26: Lady Bedfort und die Täuschung im Zug. Hörplanet, als Benny Snell
- 2010: Macabros – als Björn Hellmark (ab Folge 4)

### Videospiele
- Kingdom Hearts (PlayStation 2) als Ansem (Xehanorts Herzloser)
- Kingdom Hearts II (PlayStation 2) als Riku in Ansems (Xehanorts Herzloser) Gestalt
- Lands of Lore – Götterdämmerung (PC) als Luther
- Lands of Lore 3 (PC) als Luther
- Army of Two als Elliot Salem
- Jack Keane (PC)
- Watch Dogs als Aiden Pearce
- Far Cry 3 als Grant Brody